# Statuette der Nike (NAMA 159)

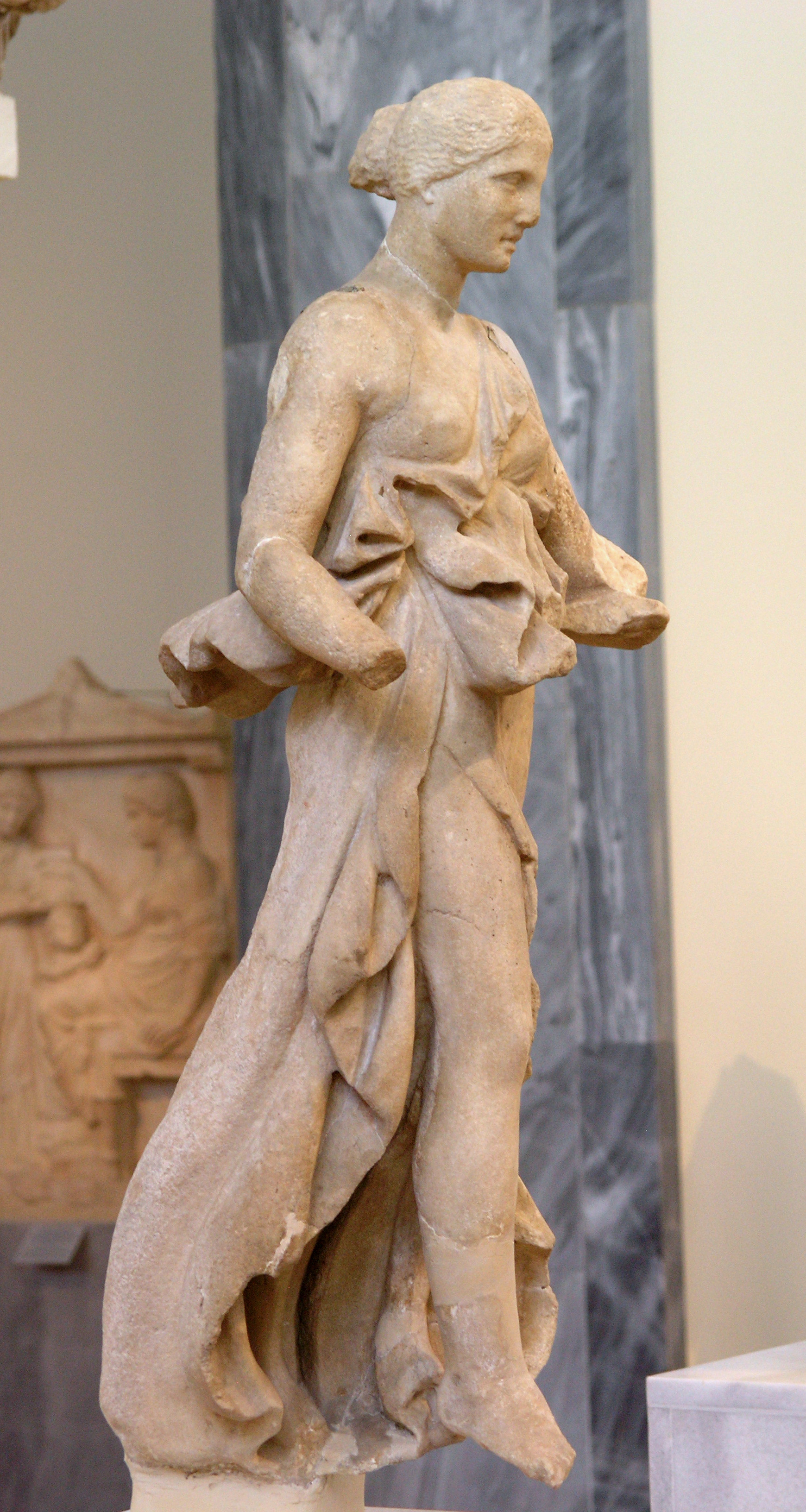
Seitenansicht

Die Statuette der Nike im Archäologischen Nationalmuseum Athen (NAMA) mit der Inventarnummer 159 wird ins späte 4. Jahrhunderts v. Chr. datiert.
Die Statuette wurde in Epidauros gefunden. Sie ist aus Parischem Marmor gefertigt und mit einer Höhe von 0,81 m unterlebensgroß. Die Statuette ist größtenteils erhalten, es fehlen der linke Unterarm, die rechte Hand sowie die Zehen des rechten Fußes. Kopf und Arme waren abgebrochen und sind wieder angefügt worden, die linke Schulter ist aus Gips modern restauriert. Nike trägt einen Peplos in lakonischer Form, der unter der Brust gegürtet ist. Die rechte Brust ist ebenso wie das rechte Bein unbedeckt. Das lange wellige Haupthaar ist am Hinterkopf zu einem Knoten gebunden. Die Göttin wurde fliegend gezeigt. Die Flügel waren ebenfalls aus Marmor und wurden am Rücken angesteckt, die Einkerbungen davon sind noch an den Schultern zu sehen. Die Statuette war eine Akroterfigur des linken westlichen Pediments des Artemistempels von Epidauros und gehörte damit zu einer Gruppe solcher Figuren (NAMA 160, NAMA 161).